# タイタニック2012
『タイタニック2012』（原題: Titanic II）は、監督・脚本シェーン・ヴァン・ダイクによる2010年公開のアメリカ合衆国の映画。別邦題に『タイタニック2』がある。

## キャスト
※括弧内は日本語吹き替え。
- ヘイデン・ウォルシュ - シェーン・ヴァン・ダイク（檀臣幸）
- エイミー・メイン - マリー・ウェストブルック（弓場沙織）
- ジェームズ・メイン大佐 - ブルース・デイヴィソン（伊藤和晃）
- キム・パターソン - ブルック・バーンズ（山像かおり）
- ウェス・ハドレー司令官 - マイルズ・クランフォード（仲野裕）
- ケリー・ウェイド - ミシェル・グラヴァン（大村歌奈）
- ウィル・ハワード船長 - D・C・ハワード（黒澤剛史）
- マデレン・ケイ - ケンドラ・スー・ワルドマン （宮内里砂）
- ライラック - アミン・ホテップ（永野善一）
- ドウェイン・スティーブンス - ディラン・ヴォックス（岩田安宣）
- グレイ艦長 - マット・レイガン（東久仁彦）
- ケイシー - サラ・ベルジャー（酒井玲）
- イライジア・スタックス - ウィットリー・ジョーダン（重松朋）
- アシュリー - ? （神田清夏）

その他の声の出演：水村拓未

## スタッフ
- 日本語版演出 - 高橋秀雄
- 日本語版制作 - プライムウェーブ・ネクシード、ドリーム・フォース